# Sailly-Labourse
Sailly-Labourse é uma comuna francesa na região administrativa de Altos da França, no departamento de Pas-de-Calais. Estende-se por uma área de 6,02 km². Em 2010 a comuna tinha 2 394 habitantes (densidade: 397,7 hab./km²).